# Lysiphlebus marismortui
Lysiphlebus marismortui är en stekelart som beskrevs av Mescheloff och Rosen 1989. Lysiphlebus marismortui ingår i släktet Lysiphlebus och familjen bracksteklar. Inga underarter finns listade i Catalogue of Life.